# Ike Skelton

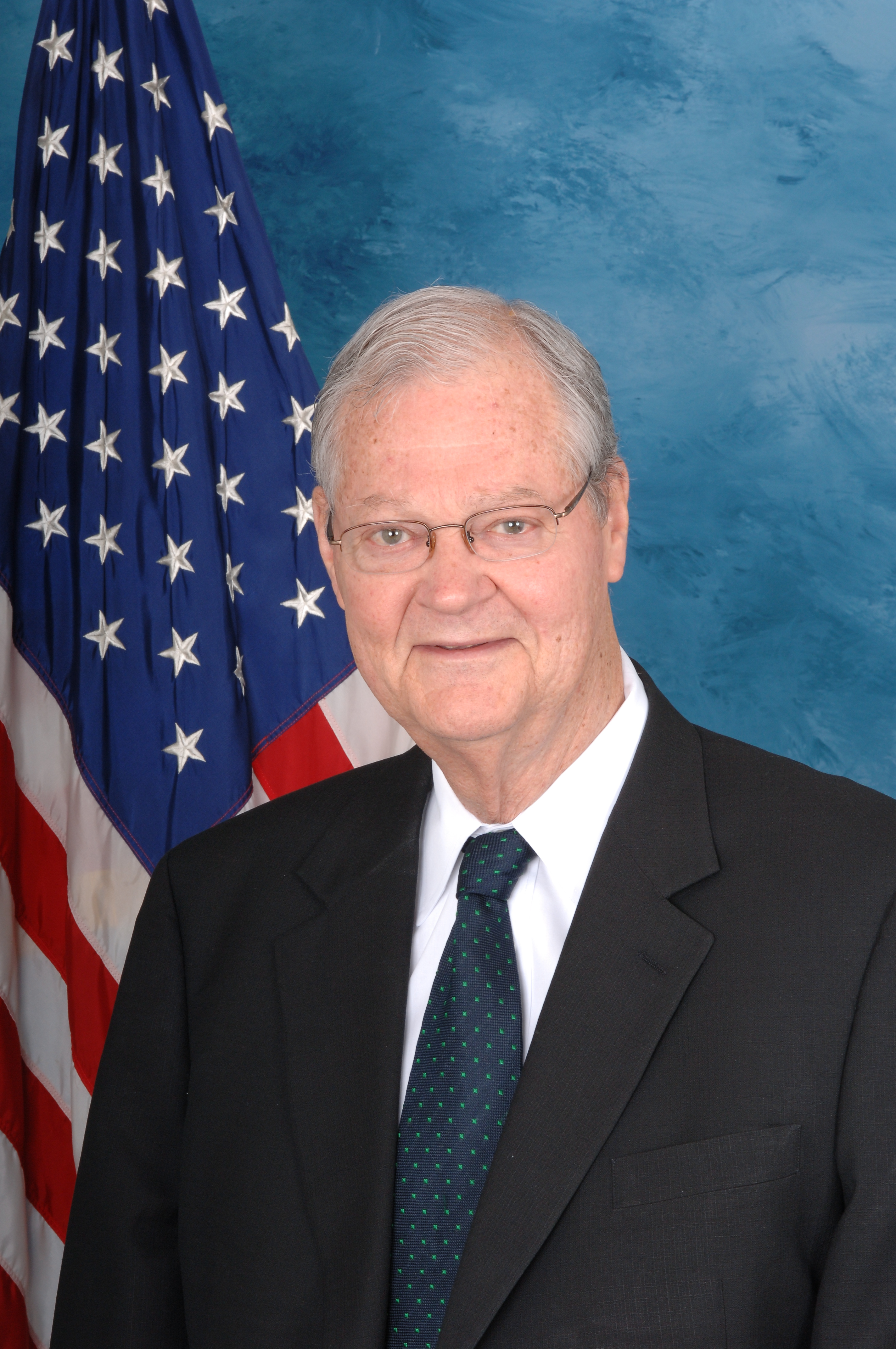
Ike Skelton

Isaac Newton „Ike“ Skelton IV (* 20. Dezember 1931 in Lexington, Missouri; † 28. Oktober 2013 in Arlington, Virginia) war ein US-amerikanischer Politiker der Demokratischen Partei. Von 1977 bis 2011 vertrat er im US-Repräsentantenhaus den vierten Kongresswahlbezirk von Missouri. Dieser umfasst den Westen des Bundesstaates und den Großteil von dessen Hauptstadt Jefferson City.

## Laufbahn
Nach dem Besuch der Militärakademie in seinem Heimatort Lexington studierte Skelton zunächst an der University of Edinburgh in Schottland. 1953 erwarb er an der University of Missouri in Columbia den Bachelor of Arts, 1956 den Bachelor of Laws. Danach arbeitete er als selbständiger Anwalt, ehe er 1957 Staatsanwalt im Lafayette County wurde. Von 1961 bis 1963 fungierte er als Sonderassistent des Attorney General von Missouri. Zwischen 1971 und 1977 gehörte er dem Senat des Staates an, bevor er erstmals in den Kongress gewählt wurde.
Von 2007 bis 2011 fungierte Skelton als Vorsitzender des einflussreichen Committee on Armed Services. Zuvor war er bereits seit 1998 der ranghöchste Demokrat in diesem Ausschuss. Er bewarb sich auch bei den Wahlen des Jahres 2010 um die Wiederwahl, unterlag jedoch der Republikanerin Vicky Hartzler mit 45:50 Prozent der Stimmen und musste damit am 3. Januar 2011 aus dem Kongress ausscheiden.

## Privatleben
Seine Ehefrau Susan Anding Skelton starb am 23. August 2005; die beiden waren 44 Jahre verheiratet gewesen. Am 26. November desselben Jahres wurden Skelton und zwei Kollegen, die Kongressabgeordneten Tim Murphy und James C. Marshall während eines offiziellen Besuchs im Irak bei einem Autounfall verletzt. Ihr Fahrzeug überschlug sich in der Nähe des Flughafens von Bagdad. Skelton und Murphy wurden danach im US-Militärhospital von Landstuhl behandelt.